# Teoria da perspectiva

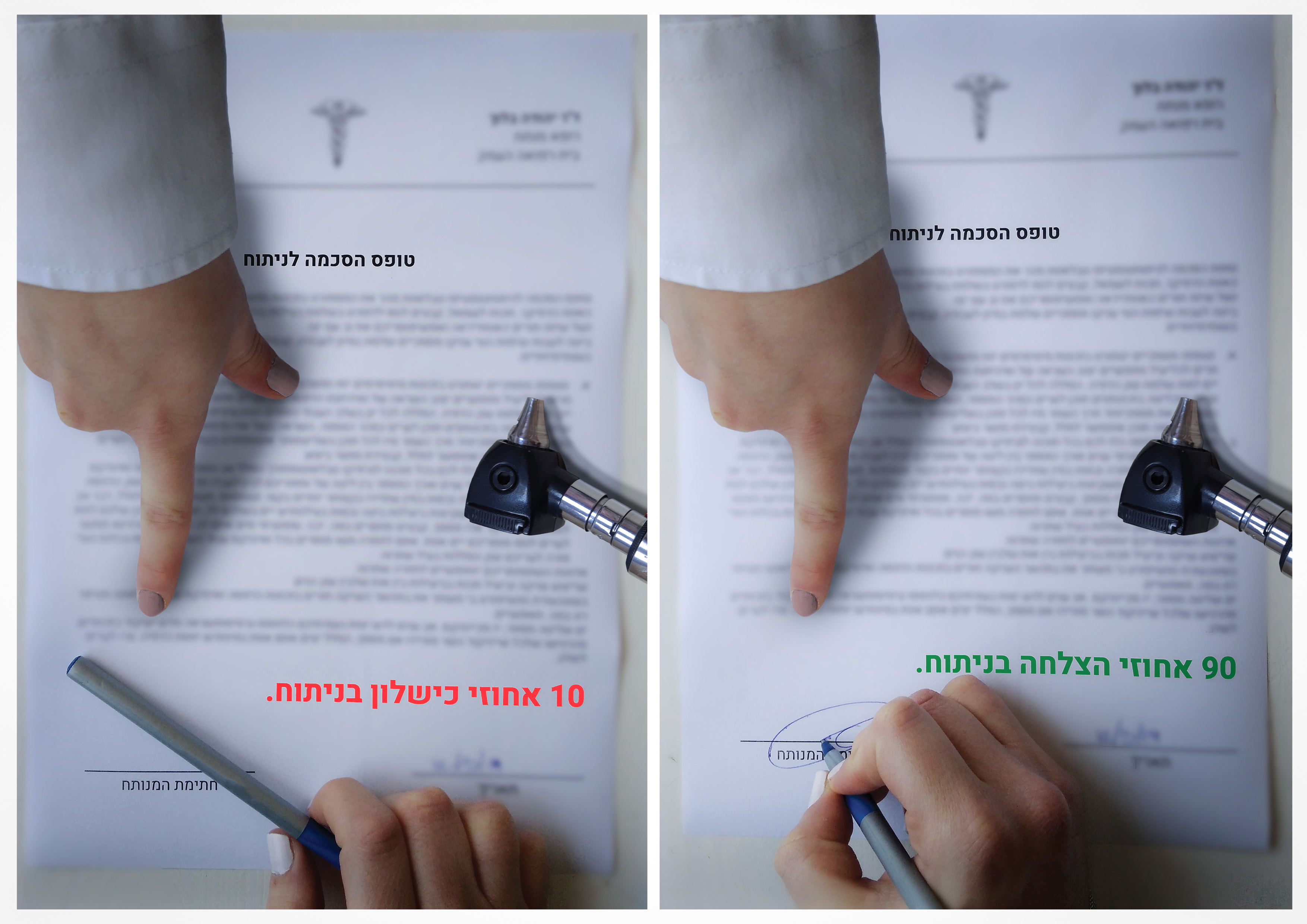
A ilustração do efeito de enquadramento (em hebraico)

A Teoria da Perspectiva (ou Teoria do Prospecto) é uma teoria da psicologia cognitiva que descreve o modo como as pessoas escolhem entre alternativas que envolvem risco, onde as probabilidades de resultados são incertas. Com base em resultados de estudos controlados, a teoria afirma que as pessoas tomam decisões mais baseadas em potenciais valores de perdas e ganhos do que no resultado final. Por exemplo, para alguns indivíduos, a dor de perder $ 1000 só poderia ser compensada pelo prazer de ganhar $ 2000. Assim, ao contrário da teoria da utilidade esperada (que modela a decisão que agentes perfeitamente racionais fariam), a teoria da perspectiva visa descrever o comportamento real das pessoas.
Na formulação original da teoria, o termo prospecto referia-se aos resultados previsíveis de uma loteria. No entanto, a teoria da perspectiva também pode ser aplicada à previsão de outras formas de comportamento e decisões.
A teoria foi desenvolvida por Daniel Kahneman (e por isso foi citada na decisão de conceder a Kahneman o Prêmio Nobel de Economia de 2002) e Amos Tversky em 1979. Kahneman e Tversky também propuseram que uma perda tem um impacto emocional maior sobre qualquer pessoa do que o ganho equivalente. Então, provavelmente uma pessoa tentará evitar uma perda mais do que tentar obter um ganho.
Alguns comportamentos observados na economia, como mudanças na aversão ao risco, podem ser explicados pela Teoria da Perspectiva. Investidores podem vender ativos que se valorizaram, obtendo ganhos rapidamente, enquanto tenderão a manter ativos que desvalorizaram. Isso pode reduzir os ganhos e aumentar perdas em seus investimentos.